# همایندگرایی
همایندگرایی، پدیدارباوری، یا شبه پدیدارگرایی در فلسفه ذهن، نظریه‌ای است که می‌گوید پدیده‌های ذهنی (احساسات و ترس باورها و …) در فرد صرفاً نتیجه و اثر بعدی یا ثانوی (پی‌پدیدار) فرایندهای مادی در مغز و نظام عصبی است یا هر دوی آنها نتیجهٔ یک عامل مشترک هستند؛ یعنی مثلاً وقتی ضربان قلب تند می‌زند و حس ترس می‌آید برای مثال ممکن است ناشی از ترشحات بایوشیمیایی مغز و سیستم عصبی (مثلا آدرنالین) باشد و نه تجربهٔ ترس.
شبه پدیدارگرایی دیدگاهی در فلسفه ذهن است که برخی یا همه حالات ذهنی شبه پدیدارند یعنی تبعی و سایه وار هستند. شبه پدیدارگرایی منکر هرگونه تأثیر ذهن بر بدن است اما علیت بدن را به ذهن می‌پذیرد. برخی از تقریرهای شبه پدیدارانگاری همه حالات ذهنی را از لحاظ علّی عقیم می‌دانند و برخی تنها بعضی از حالات ذهنی را فاقد تأثیر علّی می‌دانند مانند کیفیات ذهنی.